# Mezei Ildikó Ilona
Mezei Ildikó Ilona (szül. Kulcsár) (Székelykeresztúr, 1976. július 25. –)  erdélyi magyar matematikus, egyetemi oktató.

## Életpályája
A kolozsvári Babeș–Bolyai Tudományegyetemen külön  matematika (1998) és informatika szakot (2001) végzett, és ugyanott 1999 óta gyakornok, 2002-től tanársegéd, majd 2009-től adjunktus a geometria tanszéken. 2008-ban doktorált Varga Csaba témavezető irányításával.

## Munkássága
Kutatási területei: parciális differenciálegyenletek, elliptikus egyenletek, variációs módszerek.

### Könyvei
- Mezei Ildikó Ilona, Varga Csaba: Görbék és felületek elmélete, Ábel Kiadó,  I.  kiadás 2004. III., javított kiadás 2011.
- Mezei Ildikó Ilona, Varga Csaba: Analitikus mértan, Kolozsvári Egyetemi Kiadó, 2010.

### Szakcikkei (válogatás)
- Mezei, Ildikó-Ilona; Saplacan, Lia: Multiple solutions for a non-homogeneous Neumann boundary-value problem. Mathematica 53(76) (2011), no. 1, 81–90.
- Mezei, Ildikó-Ilona: Metric relations on mountain slopes. Stud. Univ. Babeş–Bolyai Math. 56 (2011), no. 1, 81–84.
- Mezei, Ildikó Ilona; Kovács, Tünde: Multiple solutions for a homogeneous semilinear elliptic problem in double weighted Sobolev spaces. Stud. Univ. Babeş–Bolyai Math. 54 (2009), no. 3, 99–112.
- Mezei, Ildikó-Ilona: Multiple radially symmetric solutions for a quasilinear eigenvalue problem. Acta Univ. Sapientiae Math. 1 (2009), no. 2, 109–120.
- Mezei, Ildikó-Ilona; Saplacan, Lia:  Existence results and applications for general variational-hemivariational inequalities on unbounded domains. Electron. J. Differential Equations 2009, No. 48, 10 pp.
- Mezei, Ildikó Ilona: A multiplicity result for a double eigenvalue p-Laplacian equation on unbounded domain. Mathematica 50(73) (2008), no. 2, 197–205.
- Mezei, Ildikó Ilona: Multiple solutions for a double eigenvalue elliptic problem in double weighted Sobolev spaces. Stud. Univ. Babeş–Bolyai Math. 53 (2008), no. 3, 33–48,
- Mezei, Ildikó Ilona; Varga, Csaba: Multiplicity results for a double eigenvalue quasilinear problem on unbounded domain. Nonlinear Anal. 69 (2008), no. 11, 4099–4105.
- Buzogány, E.; Mezei, I. I.; Varga, Cs.: A special hemivariational inequality. Mathematica 45(68) (2003), no. 2, 115–120.
- Mezei, Ildikó Ilona: Relation between the Palais-Smale condition and coerciveness for multivalued mappings. Studia Univ. Babeş–Bolyai Math. 47 (2002), no. 1, 67–72.
- Buzogány, Endre; Mezei, Ildikó Ilona; Varga, Viorica: Two-variable variational-hemivariational inequalities. Studia Univ. Babeş–Bolyai Math. 47 (2002), no. 3, 31–41.